# 高松琴平電気鉄道60形電車
- 京浜電気鉄道29号形電車 > 高松琴平電気鉄道60形電車
- 高松琴平電気鉄道20形電車 > 高松琴平電気鉄道60形電車
- 高松琴平電気鉄道2000形電車 > 高松琴平電気鉄道60形電車

高松琴平電気鉄道60形電車（たかまつことひらでんきてつどう60がたでんしゃ）および70形電車（初代）（70がたでんしゃ）は、高松琴平電気鉄道が保有していた電車である。60は両運転台の制御電動客車、70は片運転台の制御客車。もと東京急行電鉄品川線・湘南線（現、京浜急行電鉄）サハ5100形、デハ5100形および厚木線（現、相鉄本線)クハ3140形で1948年に入線した。後に他社から購入した車両および他形式からの編入車が加わり最大で10両が在籍したが、木造車や簡易鋼体化車（偽スチールカー）は1960年代に廃車、残った車両も近年廃車が進み、2007年11月4日に同形式としては最後の車両である65号のさよなら運転が行われ、形式消滅となった。

## 車輌来歴

### 61～65・71～73（元東京急行電鉄クハ5100・クハ3140）

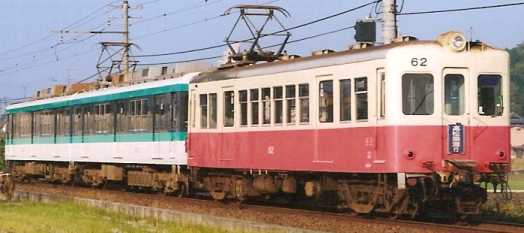
60形62 (白山～井戸)1999年11月

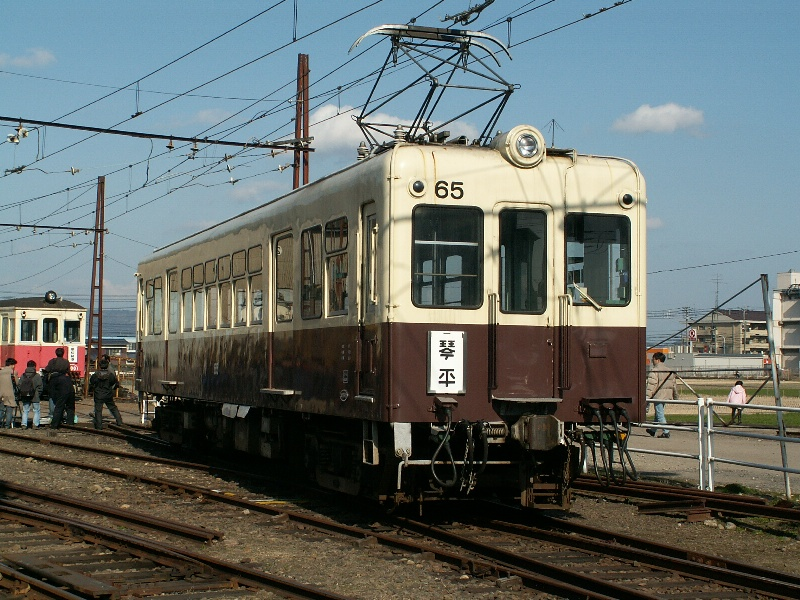
60形65 (仏生山工場にて)2007年2月

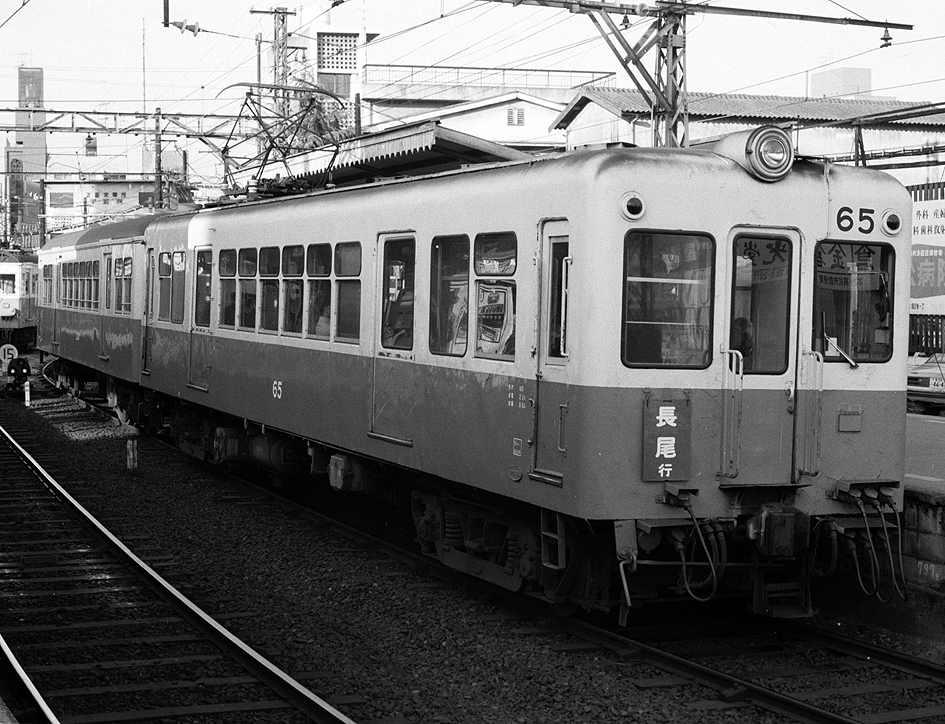
60形65（+230、瓦町にて）

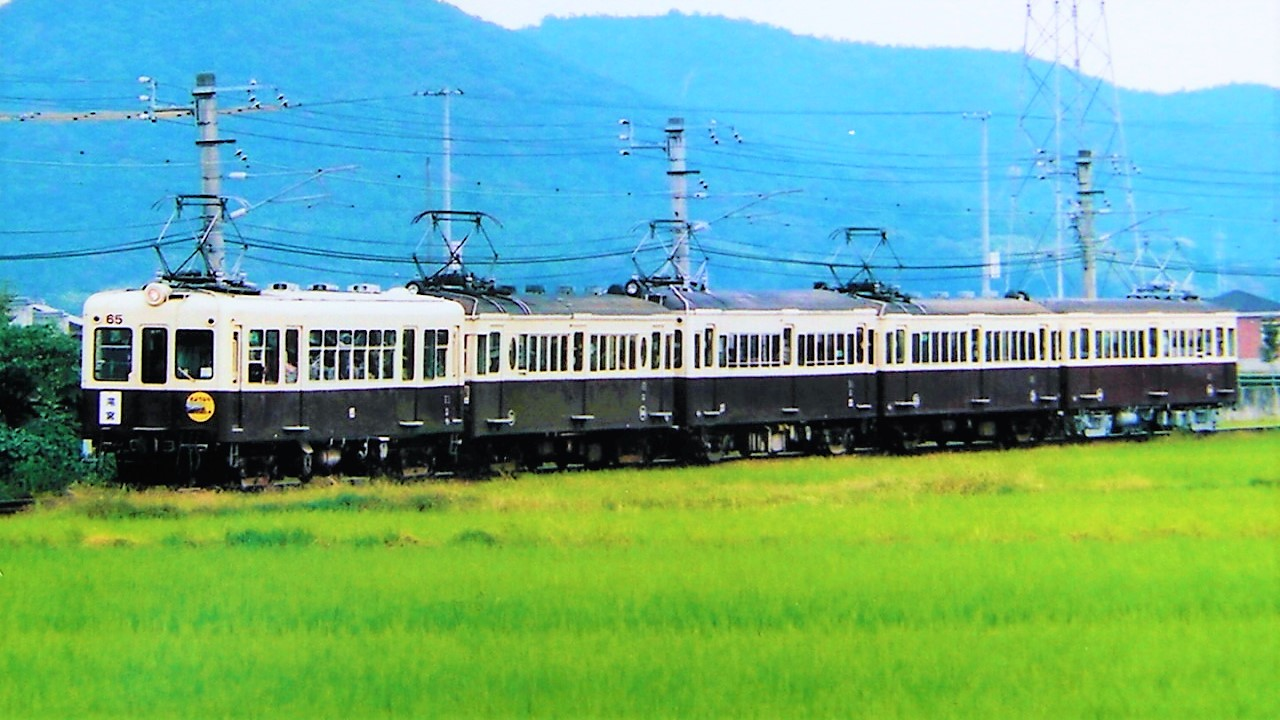
65のさよなら運転　65+300+23+120+500

元京浜電気鉄道の29号形・32号形・36号形で、1913年天野工場製。3形式とも車体はほぼ同じで、両運転台の木造車体を持つ電動客車である。客用扉はなく、オープンデッキの軌道線タイプの車輌であった。のちに、鉄道線専用にステップの廃止と連結器の取りつけが行われた。更に、1930年代後半にオープンデッキ部および車体中央に外側式の引扉を新設している。また28号形は制御車に、32号形は付随車になった。
1941年に京浜電気鉄道が東京横浜電鉄と合併し東京急行電鉄となった際には、ク29形はクハ5220形、ク32形はサハ5100形、デ36形はデハ5100形に改称された。このうちクハ5220形は1945年から東急に経営委託された相模鉄道（東急厚木線）に転属し、クハ3140形となった。
戦後、運輸省63形の割り当てを受けた東急は、見返りの供出車の一つに5100形と3140形を選定した。このうち7両を高松琴平電鉄が譲受し、1948年に入線した。このうち4両が電動車に改造され長尾線・志度線の60形61～64に、3両は制御車になり、長尾線・志度線用の70形71～72と琴平線用の15000形1510となった。なお、1510は1955年に長尾線・志度線に転属し70形73に改番・編入されている。
しかし、木造車体である上に戦後混乱期の酷使により車体の疲弊が激しく、そのため1950年代に入ると各車各様の補強工事を受けることになる。まず63が前面のみを簡易鋼体化、続いて61・64・71・1510→73が前面・側面共に簡易鋼体化を受けている。これらは木造車体の表面に鋼板を張っただけのいわゆる「偽スチールカー」だった。
次に施工された62は最も状態が悪かったため、1953年に今橋工場で台枠のみを拡幅の上で流用して半鋼製の車体を新造した。1952年製の10000形の流れを汲む側面2扉・ノーシルノーヘッダー・張り上げ屋根で、前面は当時の1010形と同じく非貫通2枚窓である。窓配置はd2D6D2、パンタグラフは高松築港・志度側に取りつけられた。
最後まで未改造だった72も1960年に半鋼製の車体を新造した。同時に電動車に改造され、60形65に改番されている。車体はやはり側面2扉・ノーシルノーヘッダー・張り上げ屋根であるが、上段Hゴム支持のいわゆるバス窓を客用窓に採用し、前面は貫通扉つきとなった。窓配置とパンタグラフの位置は62と同じだが、車体長はこちらの方が若干長い。
1966年の志度線の架線電圧昇圧に際し、簡易鋼体化車の61・63・64・71・73は1968年までに廃車された。一方で車体新造で鋼体化された62と72→65は昇圧改造を受けたほか、1981年には62の前面を貫通扉つきに改造している。
1994年、瓦町駅近代化に伴う志度線分断により、62は長尾線、65は志度線の所属となった。
600形・700形の増備に伴い、62が2002年12月に廃車になった。引退に際し、同時に廃車になった67と共に旧塗装の茶色とクリーム色に戻され、さよなら運転を行っている。
その後、高松空港に隣接する「さぬきこどもの国」に保存され休憩室として利用されており、状態は良好である。車内は現役当時のままであるが吊り広告を撤去し、代わりに60形の写真が掲示されている。
一方、65は志度線分断の時点で850形850とほぼ固定編成で使用されていたが、600形の入線に伴い1998年に850が廃車になった後は主に朝夕の増結用になり、稼働率は大きく下がった。2005年に車体塗装が赤とクリーム色から、茶色とクリーム色の旧型車標準色に変更されている。
65は2006年10月、600形800番台の転入に伴い長尾線に転属し、この時に方向転換されジャンパ栓がつけ替えられた。2007年8月からは動態保存車となっていたが、台枠の傷みが激しくなったため11月4日にさよなら運転を実施し、そのまま廃車解体となった。台車と主電動機は動態保存車の1000形120に転用され、そのため120は経済産業省による近代化産業遺産認定車にも拘わらずオリジナルとは異なる台車となってしまった。

### 66（元2代目20形）
元京浜急行電鉄の14号形デ13→デハ5113→デハ113。3代目20形の登場に伴い60形に編入された。詳細は該当記事を参照。

### 67（2000形からの改造車）

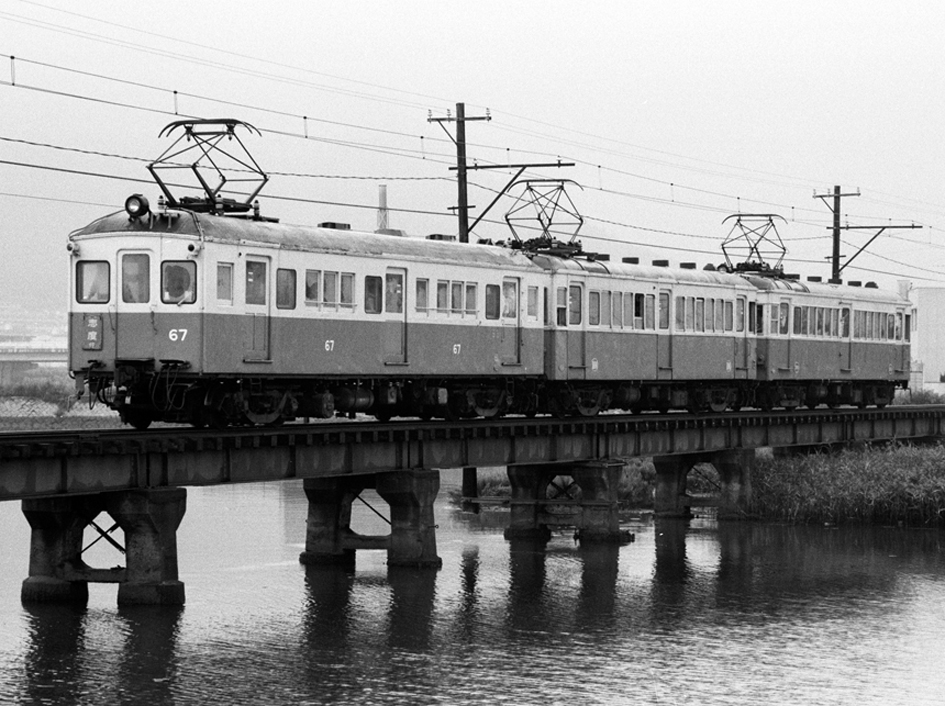
60形67（+100+300、春日川付近にて）

この車両のみ車歴が大きく異なり、元は宮城電気鉄道（現在のJR仙石線）のクハ301形サハ302で、国鉄に買収される直前に制御車化されてクハ302となった。国鉄買収後もしばらく使用されたが、1950年代初頭に除籍となった。
除籍後、もう2両の制御車と共に琴電入りし2000形220号として営業を開始した。1965年に62・65に続いて鋼体化されて60形67号に改番され、同時に制御電動車となった。しかし他の2両とは異なり張り上げ屋根ではなく、扉配置も3扉ロングシートのままであった。元の木造車体の寸法で鋼体化したため、窓が小さく古めかしいスタイルであった。
もう2両の制御車のうち、210号は木造車のまま1969年に廃車となった。230号は1957年の鋼体化後も制御車として運用され、老朽化のため1998年に廃車となった。
67号も2003年に62号と共にさよなら運転を行い、廃車となった。引退に際しては62号と共に旧塗装の茶色とクリーム色に戻されている。廃車後は保存も検討されたが、引き取り手が現れなかったためそのまま解体された。

### 74（元山陽電気鉄道1000形）
元山陽電気鉄道の1000形1003で、1955年に入線した。車体のもともとの由来は、神戸姫路電気鉄道（現在の山陽電気鉄道本線の山陽明石～山陽姫路）が開業に当たって1923年に川崎造船で新造した1形である。木造で両運転台の電動客車だった。
しかし宇治川電気に合併後、旧・兵庫電気軌道（兵庫～明石）との直通に際して、そのままでは車体が大きすぎて乗り入れができないため、1928年に機器を新造の51形に流用して廃車となる。そのうちの6両の車体は山陽電気鉄道独立後の1942年、車体を中央で切断して幅を詰めた上で電装され、76形（2代目）となった（詳しい経緯は山陽電気鉄道の旧型電車を参照）。
のちに2代目76形76→100形114に改番、1951年には250形の1次車の250へ更新改造されるが、その折に不要になった車体が西代車庫火災で被災した制御車の1000形1003（元51形62）の復旧に活用され、電動車の107（元51形64）と固定編成を組んだ。これを編成ごと琴電が譲り受け、予備品の台車と制御器を装備して就役したが、琴電では編成解除され、107は琴平線の制御車920形として竣工している。
窓配置はC3-1D2.2.2D2.2.2D1で、高松築港側に運転台を持ち、屋根はシングルルーフである。木造車ゆえに琴電では早期に淘汰の対象となり、1968年に廃車された。

## 車歴
- 琴電61←東京急行電鉄デハ5104←京浜電気鉄道デ36
- 琴電62←東京急行電鉄デハ5105←京浜電気鉄道デ37
- 琴電63←東京急行電鉄デハ5106←京浜電気鉄道デ38
- 琴電64←東京急行電鉄デハ5107←京浜電気鉄道デ39
- 琴電71←東京急行電鉄サハ5101←京浜電気鉄道デ33
- 琴電65←72←東京急行電鉄サハ5102←京浜電気鉄道デ34
- 琴電73←1510←東京急行電鉄クハ3143←クハ5223←京浜電気鉄道デ30

- 琴電66←21←京浜急行電鉄デハ113←東京急行電鉄デハ5113←京浜電気鉄道デ13

- 琴電67←220←国鉄クハ302←クハ302←宮城電気鉄道サハ302

- 琴電74←1003（車体流用）←114←山陽電気鉄道76

## 参考資料
- 宮崎光雄「私鉄車輌めぐり[69] 高松琴平電気鉄道（上）」、鉄道ピクトリアル190号、電気車研究会、1966年11月
- 宮崎光雄「私鉄車輌めぐり[69] 高松琴平電気鉄道（下）」、鉄道ピクトリアル191号、電気車研究会、1966年12月
- 真鍋裕司「私鉄車輌めぐり[121] 高松琴平電鉄（下）」、鉄道ピクトリアル404号、電気車研究会、1982年6月
- 真鍋裕司「琴電 近代化への歩み」、鉄道ピクトリアル574号、電気車研究会、1993年4月増刊
- 高島修一「他社へ行った京急の車両」、鉄道ピクトリアル656号、電気車研究会、1998年7月増刊